# Kremîdivka, Odesa
Kremîdivka (în ucraineană Кремидівка) este localitatea de reședință a comuna Dobroslav din raionul Odesa, regiunea Odesa, Ucraina.

## Demografie
Componența lingvistică a localității Kremîdivka
     Ucraineană (75,4%)
     Rusă (22,27%)
     Alte limbi (1,94%)
Conform recensământului din 2001, majoritatea populației localității Kremîdivka era vorbitoare de ucraineană (75,4%), existând în minoritate și vorbitori de rusă (22,27%).